# Casalarreina
Casalarreina település Spanyolországban, La Rioja autonóm közösségben. Casalarreina Haro, Zarratón, Tirgo, Cuzcurrita de Río Tirón, Cihuri és Anguciana községekkel határos. Lakosainak száma 1062 fő (2024).

## Népesség
A település népessége az elmúlt években az alábbi módon változott:
| Lakosok száma | 913  | 1206 | 1286 | 1366 | 1355 | 1187 | 1150 | 1098 | 1074 | 1062 |
|               | 2001 | 2004 | 2007 | 2009 | 2012 | 2014 | 2017 | 2019 | 2022 | 2024 |